# Orstom undecimatus
Orstom undecimatus là một loài nhện trong họ Barychelidae. Loài này phân bố ờ Nouvelle-Calédonie.